# Кірієнко Іван Михайлович
Іван Михайлович Кірієнко — радянський партійний та державний діяч. Голова Мелітопольського міськвиконкому (1919—1922), начальник будівництва новочеркаського «Паровозбуду» (1932—1936), директор Харківського машинобудівного заводу ім. Т. Г. Шевченка (до 1937).

## Біографія
Народився в Мелітополі 31 липня 1895. З 1917 року був членом ВКП(б). Брав участь у Громадянській війні, був червоним партизаном.
З 1919 по 1922 був головою Мелітопольського міського виконавчого комітету робітничих і сільських депутатів.
З 1932 по 1936 був начальником будівництва новочеркаського «Паровозбуду».
1937 року працював директором Машинобудівного заводу ім. Т. Г. Шевченка у Харкові.
17 серпня 1937 року був заарештований та звинувачений в участі в антирадянській терористичній троцькістській організації правих за статтею 58 КК РРФСР, пункти 7, 8 та 11. У НКВС Кірієнко катували, змусивши дати свідчення проти своїх підлеглих.
6 (за іншими даними, 5) грудня 1937 року Військовою колегією Верховного суду СРСР засуджений до розстрілу. Того ж дня (6 грудня) вирок виконано. Офіційно було повідомлено, що Кірієнко був засуджений на 10 років без права листування і помер 12 жовтня 1945.
28 вересня 1957 року реабілітований.

## Сім'я
- Дружина Кірієнко Марія Гаврилівна. Заарештована через 2 місяці після арешту чоловіка. Як член сім'ї зрадника Батьківщини засуджена до 8 років виправно-трудових таборів. Відбувала термін у Темніковському ВТТ. Звільнена в 1945, реабілітована в 1957 році[6].